# 日陆军奉天特务机关大连派出所旧址
日陆军奉天特务机关大连派出所旧址，位于中华人民共和国辽宁省大连市中山区南山街10号，现为共青团大连市委办公楼，已列为大连市文物保护单位。

## 历史
南山街10号是一座欧式花园别墅，建筑面积1,280平方米，占地面积640平方米，主体为二层，建于1925年前后，原主人不详。1929年至由孙传芳购下，直至1931年孙传芳迁居天津英租界。1940年5月，日陆军奉天特务机关大连派出所驻扎于此，直至1945年日本投降。1955年之后，该建筑先后作为大连市档案局、大连市文联、海燕杂志社的办公场所。1975年至今，作为共青团大连市委的办公楼使用。

## 保护
2002年，列入大连市第一批重点保护建筑。2003年9月29日，日陆军奉天特务机关大连派出所旧址公布为第五批大连市文物保护单位。